# Bibliografia sobre els escacs

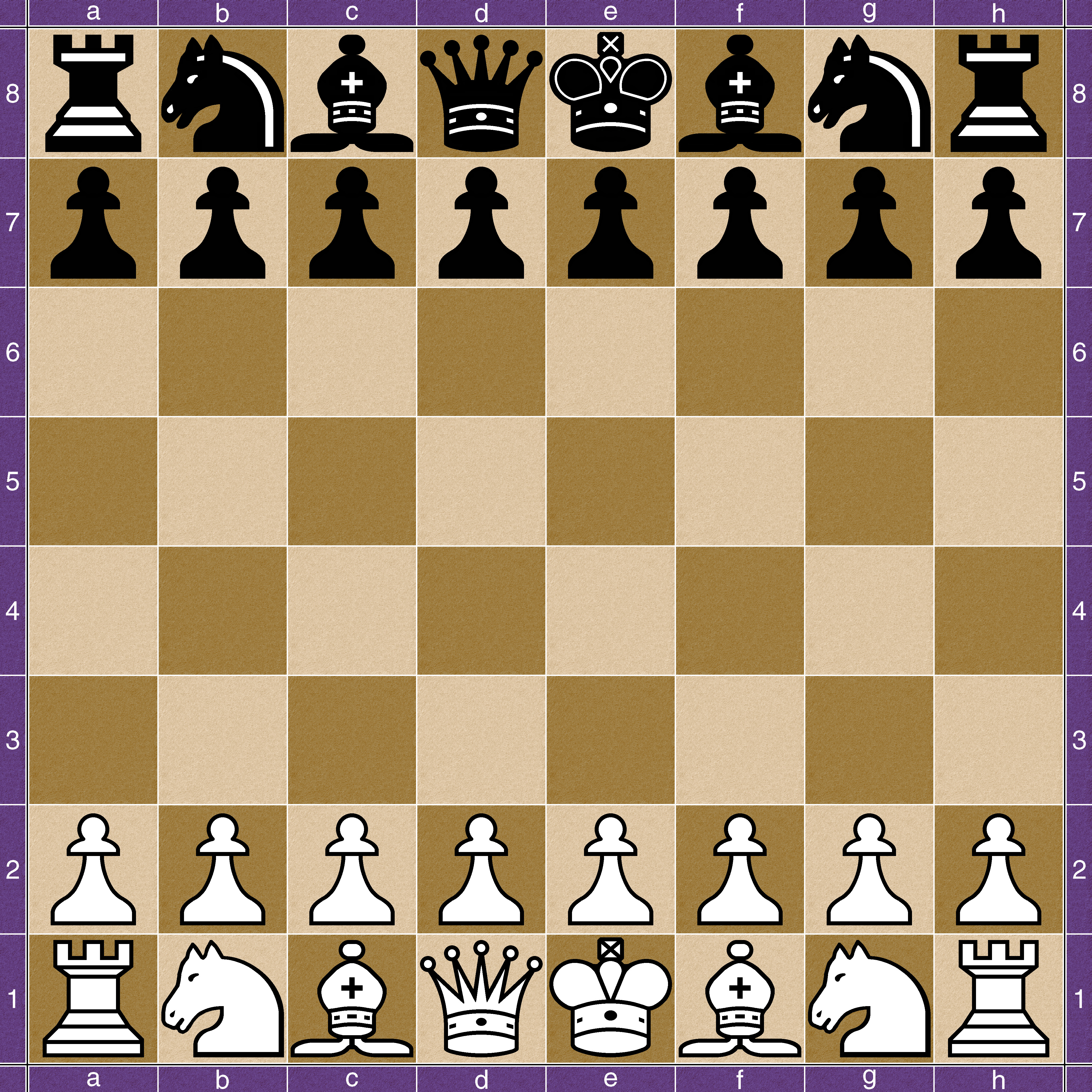
Posició inicial dels escacs

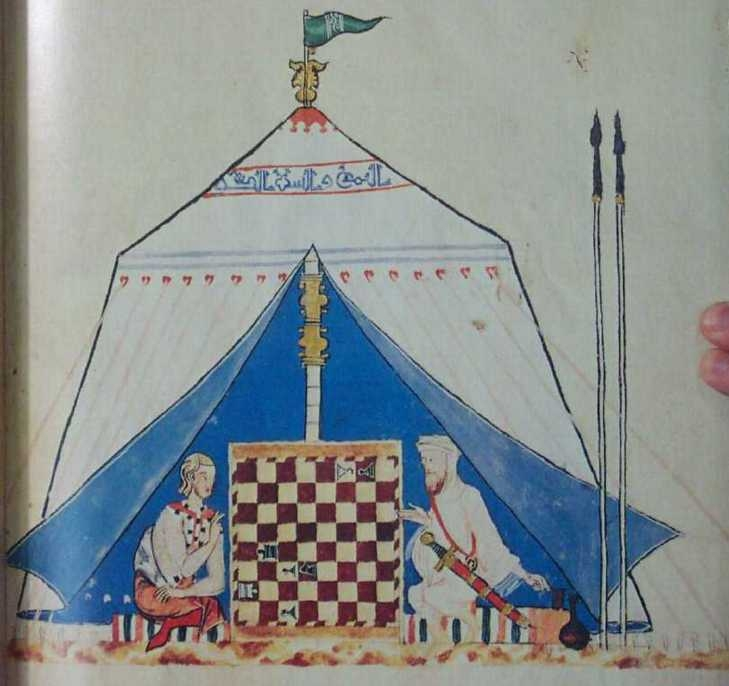
Gravat del Libro de los juegos. Alfons X el Savi.

Aquesta bibliografia sobre els escacs és una llista d'obres que tracten del tema. Està ordenada cronològicament i no és, ni podria ser-ho, exhaustiva.
Sempre que sigui possible, per a cada obra s'oferirà el seu accés a consulta gratuita de la publicació original.

## Llista d'obres
Hi ha algunes llistes bibliogràfiques prou notables sobre el tema. A continuació es presenta una llista ordenada per segles.

### Segle VI
- 563. Introducció dels escacs (des de Índia) a Pèrsia en època de Còsroes I.
  - Segons testimoni de Pedro Teixeira (viatger), que va publicar la traducció de l'historiador persa Mirkhwand.[2][3][4]
- 569. Llibre sobre el Xiangqi, els escacs xinesos.

### Segle IX
- c 840. Kitab aix-xatranj (Llibre dels escacs), Abu-Bakr ibn Yahya as-Sulí.[5]

### Segle X
- c 998. Versus de Scachis.[6]

### Segle XI
- A la Chanson de Roland s'esmenta "echec", però amb el significat de botí.[7]

### Segle XII
- c 1180. La cançó de gesta en occità Girard de Rosselhon parla dels escacs: “... D'eschas sap e de taulas, de juc, de daz…”.[8]
- 1190. Alexander Neckam. De naturis rerum (Cap. 184: De Sacaccis, pàgina 324).[9][10]

### Segle XIII
- 1252 - 1284. Juegos diversos de Axedrez, dados, y tablas con sus explicaciones, ordenados por mandado del Rey don Alfonso el sabio.[11][12]
- 1286. Manuscrit Bonus Socius.[13][14]

### Segle XIV
- c 1300. Jacobus de Cessolis.
  - [15]
  - [16][17]
  - Josep Brunet i Bellet.[18]
- c 1340. Jean de Vignay.[19][20]

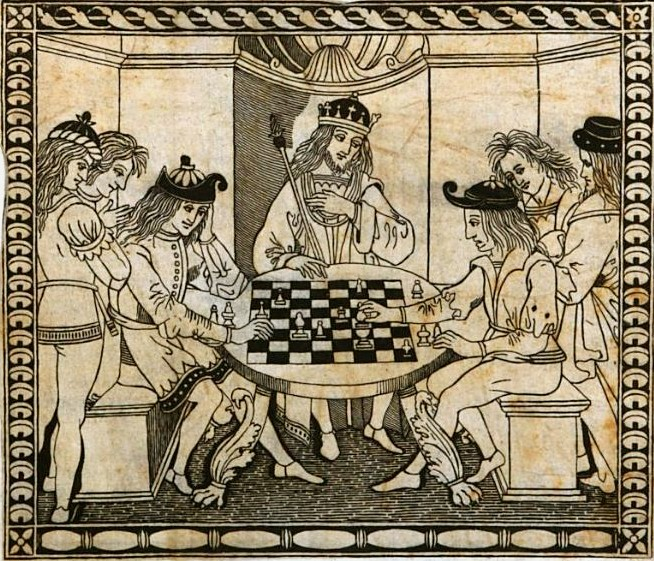
Gravat del Libellus de moribus hominum et officiis nobilium ac popularium super ludo scachorum de Jacopo da Cessole.

- c 1390. Geoffrey Chaucer. "... First the chesse so was his name...".[21][22]

### Segle XV
- 1423. Segons l'inventari de Ferrer de Gualbes, aquest era propietari d'un llibre titulat "Libre dels schacs".
- 1454. Tractatus Partitorum Schacorum Tabularum et Merelorum Scriptus Anno 1454.[23]
- c 1473. Escacs d'amor.[24]
- 1474. Game and Playe of the Chesse. William Caxton.[25][26][27][28]
- 1477.
- 1495. Llibre dels jochs partits dels schacs en nombre de 100. Francesc Vicent.[29][30]
- 1497. Luis Ramírez de Lucena.[31]

### Segle XVI

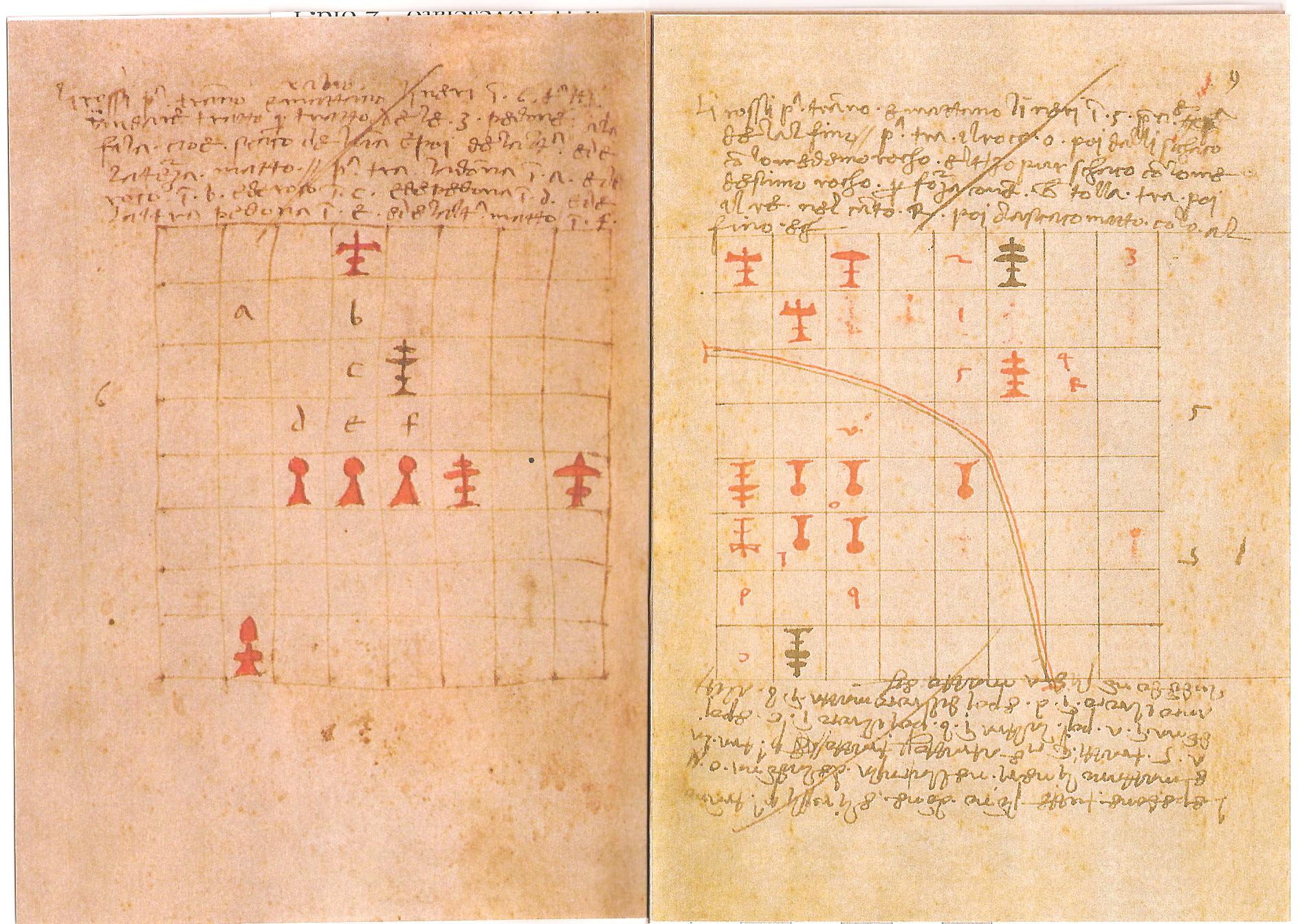
Primera pàgina del manuscrit De Ludo Schacorum, de Luca Pacioli.

- c 1500. De Ludo Schacorum. Luca Pacioli.[32]
- 1512. Libro da imparare giochare à scachi. Pedro Damião.[33][34]
- 1555. Olaus Magnus i els escacs.[35]
  - Vegeu Historia de gentibus septentrionalibus.
- 1561. Libro de la invencion liberal y arte del juego del axedrez. Ruy López de Segura.[36]
- 1590. Giulio Cesare Polerio.[37]
- 1597. Libro nel quale si tratta della maniera di giuocar a scacchi. Horatio Gianutio.[38][39]

### Seglexvii
- 1604. Trattato dell'Inventione et Arte Liberale del Gioco Degli Scacchi. Alessandro Salvio.[40]
  - 1634. Il Puttino. Biografia novelada de Paolo Boi i Giovanni Leonardo da Cutri.[41]
- 1617. Il Gioco de gli Scacchi. Pietro Carrera.[42]
- c 1625. Gioachino Greco.[43]
- 1660. Lleis sobre els escacs.[44]
- 1690. La filosofia overo Il perche degli scacchi. M. Aurelio Severino[45]

### Seglexviii
- 1735. The Noble Game of Chess. Joseph Bertin.[46]
- 1749. Analyse du jeu des Échecs. François-André Danican Philidor.[47]
- 1766. Il giuoco degli scacchi. Carlo Cozio.[48]
- 1773. Il giuoco incomparabile degli scacchi. Domenico Lorenzo Ponziani.[49]
- 1773. Solution du probleme du cavalier au jeu des echecs. Cosimo Alessandro Collini[50]
- 1787. Chess. Richard Twiss.[51]

### Seglexix
- 1802. Chess Made Easy. James Humphreys.[52]
- 1821. Analyse du jeu des échecs. François-André Danican Philidor.[53]
- 1822.[54]
- 1824. Il giuocatore solitario di scacchi; o, Sia cento giuochi dell' Arabo Stamma. Philip Stamma.[55]
- 1832. Il giuoco degli scacchi: renduto facile ai principianti (Traduït de l'anglès per Michele Colombo).[56]
- 1837. Encyclopedie des échecs. Aaron Alexandre.[57]
- 1841. The Chaturanga, or, Game of chess: a Persian manuscript. Mrs. Hartley (Colonel).[58]
- 1842. Analyse nouvelle des ouvertures. Carl Jaenisch.[59]
- 1843. Handbuch des Schachspiels. Paul Rudolf von Bilguer i Tassilo von Heydebrand und der Lasa.[60]
- 1844. A Treatise on the Game of Chess. William Lewis.[61]
- 1847. The Chess Player's Handbook. Howard Staunton.[62]
- 1856. Nouveau Manuel illustré du jeu des Échecs: Lois et Principes. Jules Arnous.[63]
- 1857. The Book of the First American Chess Congress Held at New York 1857.[64]
- 1860. The History of Chess, from the Time of the Early Invention of the Game in India Till the Period of Its Establishment in Western and Central Europe. Duncan Forbes.[65]
- 1861. Miscellanea sul giuoco degli scacchi.[66]
- 1864. Bibliographie anecdotique du jeu des échecs. Jean Gay.[67]
- 1868. ABC des Échecs, ou introduction à l'étude de la stratégie raisonnée des échecs. Complété par une série de plus de cent problemes. Jean Preti.[68]
- 1874. Geschichte und Litteratur des Schachspiels. Antonius van der Linde.
  - Primer volum.[69]
- 1875. Chess Openings. Robert B. Wormald.[70]
- 1889. The Modern Chess Instructor. Wilhelm Steinitz.[71]

### Segle XX
- 1913. A History of Chess. H.J.R. Murray.[72][73]

### Segle XXI
- Libro Del Ajedrez, de Sus Problemas Y Sutilezas. Autor árabe desconocido.[74]